# Sport athlétique bordelais rugby
Ne doit pas être confondu avec Stade bordelais (rugby à XV) ou Association sportive Mérignac rugby.
Le Sport athlétique bordelais était un club de rugby à XV basé à Bordeaux.
Fondé en 1892, il disparaît en 1972, après son absorption au sein du Stade amical mérignacais omnisports.

## Histoire
Le Sport athlétique bordelais est fondé le 16 mars 1892, cohabitant alors à Bordeaux avec le Stade bordelais et le Bordeaux Athletic Club ; tout d'abord destiné à la pratique du cyclisme ; il est issu de la fusion du Stade amical mérignacais et de La Vie au grand air du Médoc. Le monogramme de la ville bordelaise, trois croissants entrelacés, apparaît sur l'écusson du club dès sa première année d'existence. Son siège se trouve au no 42 allée d'Orléans, tandis que les sportifs s'entraînent au Parc bordelais.
La première rencontre de rugby football du SAB est disputée le 8 octobre 1893. En 1896, une nouvelle enceinte sportive voit le jour au no 399 route du Médoc.

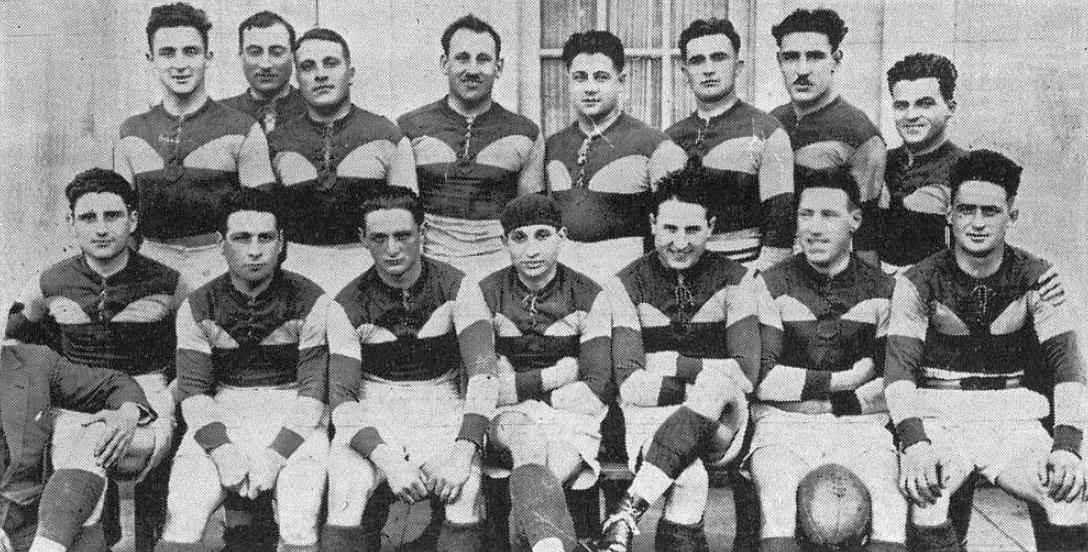
Le Sport athlétique bordelais, demi-finaliste du championnat de France de rugby 1926-1927.

Le club signe sa meilleure performance en championnat en 1927, atteignant le stade des demi-finales.
Le SA Bordeaux fait partie des clubs fondateurs du challenge Yves du Manoir le 20 septembre 1931, auprès du Racing Club de France et de cinq autres clubs proches associés à la Fédération française de rugby, alors que le rugby français est divisé entre la FFR et l'UFRA. Il participe encore aux deuxième et troisième éditions, mais quitte ensuite la compétition, son terrain étant suspendu.
Une fraction du club fonde le Bordeaux XIII puis le club, fragilisé est relégué en deuxième division en 1936, le SAB réapparaît en première division pendant deux saisons lors de la Seconde Guerre mondiale, de 1942 à 1944. Relégué en division Honneur, il est titré champion de France en 1952, s'imposant contre l'US Issoire à Souillac sur le score de 6 à 3, le 4 mai.
En 1958, le club devient le Sport athlétique Bordeaux Mérignac, après avoir déménagé pour les installations sportives de la ville de Mérignac.
Le 4 février 1972, le Sport athlétique bordelais rugby ainsi que trois autres clubs de l'agglomération bordelaise, le Stade amical mérignacais omnisports, l'équipe de hockey sur gazon de La Vie au grand air du Médoc, et la structure omnisports du Patronage laïque Jules Ferry, se rassemblent en un seul club omnisports : le SA Mérignac absorbe ainsi les trois autres associations sportives,.

## Palmarès
- Championnat de France de 1re division :
  - Demi-finaliste : 1927.
- Championnat de France Honneur :
  - Champion : 1952.

## Joueurs emblématiques
- Raoul Bonamy
- Robert Chabannes
- Jean Duhau
- Albert Dupouy
- Roger Lerou
- Alphonse Massé
- André Saubion
- Marcel Villafranca